# روتنباخ آن در پگنیتز
شهر روتنباخ آن در پگنیتز (به آلمانی: Röthenbach an der Pegnitz) در ایالت بایرن در کشور آلمان واقع شده‌است.